# Pasaporte chileno
El pasaporte chileno es el documento de identidad internacional en formato de libreta electrónica emitido para los nacionales chilenos que viajan al extranjero. El organismo encargado de la emisión de este documento es el Servicio de Registro Civil e Identificación (SRCI), dependiente del Ministerio de Justicia y Derechos Humanos.
De acuerdo al ranking que realiza el Índice de restricciones de Visa de 2025, 1.º trimestre, los poseedores del pasaporte chileno pueden visitar 176 países (de 193 como máximo) sin necesidad de obtener un visado, lo que lo convierte al pasaporte chileno en el 14.º pasaporte con mayor libertad de movimiento del mundo y el primero en América Latina en libertad de movimiento.
Para viajar a los países de Sudamérica, los ciudadanos chilenos también pueden utilizar la cédula de identidad, con la excepción de Venezuela.

## Requisitos
Toda solicitud de pasaporte se debe realizar de manera presencial en una oficina autorizada del Registro Civil dentro del territorio nacional, en caso de realizar el trámite desde el exterior, se debe concurrir a una embajada o consulado general de Chile.
- Para los mayores de 18 años se requiere su cédula de identidad vigente y en buen estado.
- Para los menores de 18 años, deberá presentar su cédula de identidad vigente junto a una declaración jurada simple firmada por ambos padres al momento de la solicitud y/o entrega del documento, pudiendo firmar un padre al solicitar el documento y luego el otro padre firmar al retiro del documento, así como también ambos al mismo tiempo. En el caso de que uno de los padres no se encuentre presente físicamente en el lugar de solicitud del pasaporte, ya sea que el progenitor faltante se encuentra en el exterior o en otra ciudad, deberá acudir a una Notaría a otorgar autorización al otro padre para retirar el pasaporte, o estando en el exterior, dirigirse al consulado chileno más cercano para emitir una autorización consular o en su defecto firmar una autorización ante un notario del país de residencia y apostillarla o legalizarla según corresponda.
- La toma fotográfica de rostro se realiza adjunta a la solicitud en la misma oficina mediante captura digital.

## Proceso de solicitud
Todos los pasaportes son emitidos exclusivamente por el Servicio de Registro Civil e Identificación; dentro del país, las solicitudes de pasaporte se hacen en persona en la mayoría de las oficinas de ese organismo. Para los solicitantes fuera de Chile, las solicitudes se aceptan en todos los consulados generales. Se toma una fotografía y las huellas dactilares del solicitante en el lugar, así como una huella dactilar del pulgar derecho si el solicitante también necesita una cédula de identidad.[cita requerida]
Las solicitudes de pasaportes en Chile tienen un tiempo de entrega de 7 días laborales (pero normalmente no es más de tres días laborales desde la toma de la fotografía hasta la entrega) y deben ser recogidas en la oficina donde se hizo la solicitud, a menos que el solicitante requiera que el pasaporte sea entregado para su recogida en Santiago o en otra oficina diferente. El tiempo esperado de entrega para las solicitudes de pasaporte realizadas fuera de Chile es de unas seis semanas, a menos que el solicitante requiera un servicio expedito por un costo adicional (sujeto a disponibilidad).[cita requerida]

## Descripción física

### Edición desde 2024
A partir del 16 de diciembre de 2024 los pasaportes chilenos cuentan con un nuevo diseño. Su portada y contratapa (que tiene la imagen de un moai) es de color azul turquí, el mismo color azul de la Bandera de Chile, y cuenta con 70 medidas de seguridad, entre ellas impresión arcoíris invisible ultravioleta en todas las páginas del documento e ilustraciones alusivas a todas las regiones del país en las páginas correspondientes a las visas. Tiene 48 páginas y no hay diferenciación de precios entre un pasaporte de menos o más páginas, ya que desde esta versión, solamente se emite en su versión de 48 páginas. Su precio a marzo de 2025 es de $69.660 pesos.

### Edición 2013-2024

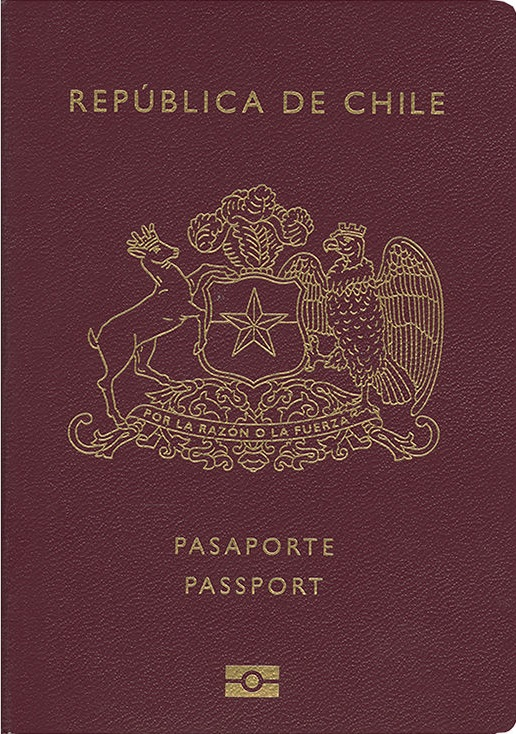
Pasaporte chileno entre 2013 y 2024

Los pasaportes biométricos regulares emitidos desde septiembre de 2013 fueron de color rojo burdeos. Las palabras «República de Chile» se encontraban encima del escudo con la palabra «Pasaporte» y «Passport» debajo, seguido por el símbolo del pasaporte biométrico. Tanto las letras como el escudo fueron de color dorado. El pasaporte estándar tuvo 32 páginas, mientras que la versión ampliada 64 por un precio adicional, que por los últimos años de emisión, la diferencia de precio era entre los dos pasaportes de apenas 80 pesos entre cada pasaporte. La página de datos contuvo un microchip con la información biométrica del titular. Presentó imágenes de los Andes, el Cóndor de los Andes y la bandera nacional. El pasaporte estuvo en idioma español e inglés.[cita requerida]

### Edición 1992-2013

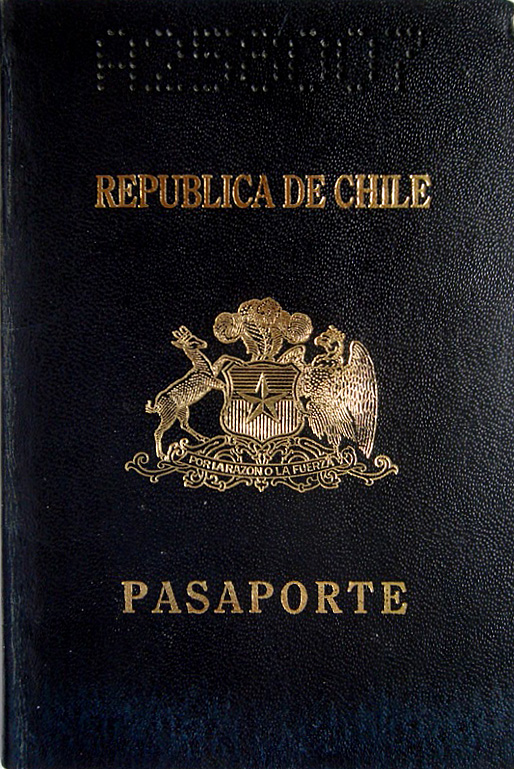
Antiguo pasaporte chileno entre 1992 y 2013.

Los pasaportes normales fueron de color azul marino intenso. Las palabras «República de Chile» estaban encima del Escudo de Chile, con la palabra «Pasaporte» debajo. El color del escudo y de las letras fue cobre. El pasaporte estándar contiene 32 páginas, pero puede emitirse con 64 páginas por un precio adicional. La página de datos se encontraban en la contraportada, por lo que quedaban las 32 páginas para sellos y visados. La página de datos tuvo varios elementos de seguridad, como la fotografía y la firma digitalizadas del portador, como escudo visible bajo luz ultravioleta y un moái impreso con tinta ópticamente variable sobre la esquina superior izquierda de la fotografía del portador.[cita requerida]
Desde 2003, solo se expiden pasaportes legibles por máquina con una foto digitalizada del titular del pasaporte. La página de información está escrita en español e inglés.
- Fotografía (Anchura: 45mm, Altura: 45mm; Altura de la cabeza (hasta la parte superior del cabello): 27mm; Distancia desde la parte superior de la foto hasta la parte superior del cabello: 7.5mm)
- Tipo de documento (P de pasaporte, D de diplomático y O de oficial)
- Código de país (CHL)
- Número de pasaporte (el mismo que el número de RUN (DNI) hasta 2013)
- Apellido
- Nombres
- Nacionalidad (Chilena)
- Número de Libreta
- Fecha de nacimiento
- Autoridad emisora (Registro Civil e Identificación)
- Género
- Lugar de nacimiento (Nombre de la ciudad si ha nacido en Chile. Para los nacidos fuera de Chile, nombre de la ciudad y del país)
- Fecha de expedición
- Fecha de caducidad
- Firma

La página de información termina con la zona legible por máquina.

## Valores y vigencia
El pasaporte tiene una vigencia de diez años a partir de la fecha de emisión y el plazo de entrega para renovaciones es de seis días hábiles dentro de Chile y de entre cuatro a seis semanas fuera del país, dependiendo el destino y siguiendo el conducto regular. El sistema es autofinanciado por los usuarios, por lo que no recibe subvención estatal, convirtiéndolo en el más caro de Sudamérica:
- El costo del pasaporte de 48 páginas es de $69 660 pesos chilenos (70 USD aprox.).
- El costo adicional por servicio expedito de entrega de pasaporte al exterior es de 20 USD.

El 11 de agosto de 2015, el Registro Civil publicó una fuerte alza del 83 % del costo del pasaporte de 32 páginas y del 48 % del de 64 páginas, llegando ambas a costar casi $90 000 pesos chilenos (128 USD), de los cuales el 90 % quedará en manos de la empresa que los fabrica (Morpho [Actual IDEMIA], Chile), situación que genera gran malestar entre los chilenos. El alza de precio está asociado a un proceso de licitación del proceso de producción de pasaporte cuya transparencia ha sido fuertemente cuestionada.

## Pasaporte biométrico
El Servicio de Registro Civil en conjunto al Ministerio de Justicia y Derechos Humanos, dando cumplimiento a los estándares internacionales, realizó el proceso de modernización del sistema de identificación chileno, emitiendo únicamente el pasaporte biométrico desde septiembre de 2013, incorporando mayores elementos de seguridad. Para todos los documentos no biométricos en vigor, son válidos hasta su fecha de caducidad. La elección de los símbolos patrios que lleva el diseño del pasaporte, fueron escogidos mediante una encuesta en línea realizada en 2012, en la que todos los chilenos podían votar.
El pasaporte además incluye un mensaje dirigido a la comunidad internacional. Este mensaje se encuentra tanto en español como inglés:

El Servicio de Registro Civil e Identificación de la República de Chile otorga el presente pasaporte y ruega a las autoridades de todos los países dejar pasar y circular libremente a su titular y prestarle ayuda y protección en caso de necesidad.
The Civil Registration and Idenfication Service of the Republic of Chile has issued this passport and requests the authorities of each and every country to provide its holder with freedom of entry and movement as well as aid and protection in case of need.

## Exención de pasaporte
Con el objetivo de facilitar el libre tránsito entre países de América del Sur, para el ingreso de ciudadanos chilenos en la mayoría de los países sudamericanos no se necesita pasaporte, siendo válido sólo la cédula de identidad para estancias que no requieren de un visado, éstos son: Argentina, Bolivia, Brasil, Colombia, Ecuador, Paraguay, Perú, y Uruguay.
|                                     |
| Pasaporte oficial de Chile en 1957. |

|                                                  |
| Pasaporte diplomático chileno entre 2005 y 2013. |

|                                            |
| Pasaporte diplomático de Chile desde 2013. |

|                                        |
| Pasaporte Oficial de Chile desde 2013. |

|                                                                                   |
| Estampa de ingreso al país por el Aeropuerto Internacional Arturo Merino Benítez. |

|                                                                                              |
| Estampa de salida del territorio nacional por el Paso Internacional Los Libertadores (2012). |

## Libertad de viaje para ciudadanos chilenos
De acuerdo al Índice de restricciones de Visa Henley de 2023, los ciudadanos de nacionalidad chilena pueden viajar a 175 países sin la necesidad de visado previo para estadías temporales que no lo solicitan (turismo, negocios, visitas, etc.), adicionalmente a ocho naciones de América del Sur sin necesidad de pasaporte, convirtiéndolos así en los acreedores del pasaporte más fuerte y con menos restricciones de América Latina, y el 15 a nivel mundial, pudiendo transitar libremente sin visa por estadías de corto plazo en todos los países del continente americano, a excepción de Cuba y Venezuela. 
Chile y Corea del Sur tienen la particularidad de ser los dos únicos países del mundo que pueden ingresar sin visado previo a todos los países del G7, incluyendo a Estados Unidos (ESTA requerida si se llega por aire o mar, por 90 días). También son los únicos, además de México y Brasil, que pueden viajar a toda Europa sin necesidad de visado. Asimismo, desde 2015 los ciudadanos chilenos obtuvieron la gratuidad recíproca en el visado de turismo (obligatorio) hacia China continental (visa liberada para Hong Kong, Macao y Taiwán).

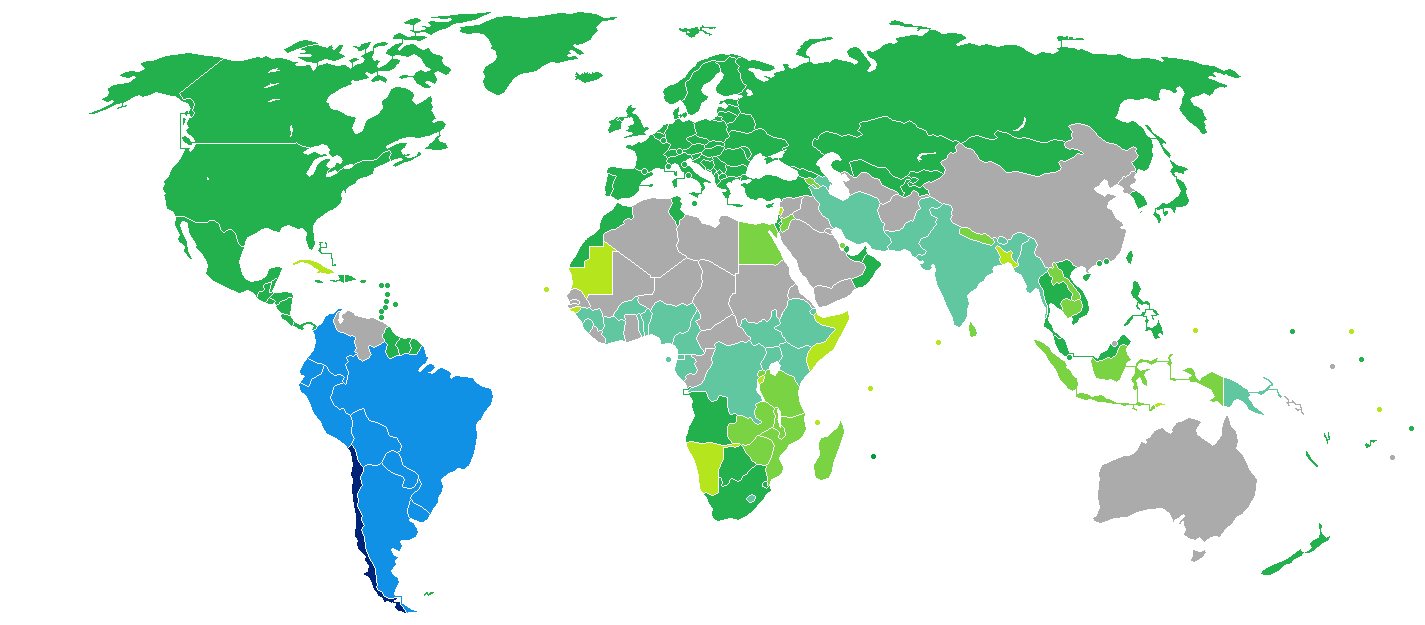
Requerimientos de visado para ciudadanos chilenos en el mundo.
Chile
Ingreso permitido con carnet de identidad
Visa liberada
Visado a la llegada (VOA)
eVisa
Visa disponible tanto a la llegada como en línea
Solicitan visa para todo ingreso